# Jonas Eriksson (arbitro)
Jonas Eriksson (Luleå, 28 marzo 1974) è un ex arbitro di calcio svedese.

## Carriera
Eriksson è diventato arbitro nel 1994 ed ha debuttato nella Allsvenskan, la massima serie svedese, sei anni dopo
Il 1º gennaio 2002, a 28 anni, è nominato internazionale e viene scelto per arbitrare il Campionato europeo di calcio Under-17, in Danimarca, durante il quale dirige tre partite, tra le quali un semifinale.
L'8 giugno 2005 arbitra la sua prima gara ufficiale tra nazionali maggiori in occasione dell'incontro tra Lettonia e Liechtenstein valido per le qualificazioni ai mondiali del 2006.
Nel febbraio 2007 arbitra per la prima volta in un sedicesimo di finale di Coppa UEFA, nel dicembre 2008 dirige il suo primo incontro della fase a gironi della Champions League venendo scelto per la partita tra Real Madrid e Zenit San Pietroburgo.
A partire dal 2011 è diventato arbitro professionista a tempo pieno, dedicandosi esclusivamente all'arbitraggio e nel dicembre dello stesso anno viene selezionato per il Campionato europeo di calcio 2012
di Polonia ed Ucraina.
Nell'aprile 2012 dirige per la prima volta una semifinale di Europa League, nella fattispecie la partita di andata tra Sporting Lisbona ed Athletic Bilbao, nello stesso mese viene inserito dalla FIFA in una lista di 52 arbitri preselezionati per i Mondiali 2014.
Ad Euro 2012 il fischietto svedese dirige due partite della fase a gironi: Paesi Bassi-Germania e Grecia-Russia.
Nel maggio 2013 bissa quanto fatto nell'anno precedente, ottenendo nuovamente una semifinale di Europa League: questa volta si tratta della partita di ritorno tra gli inglesi del Chelsea e gli svizzeri del Basilea.
Nel giugno successivo viene selezionato per la prima volta per un torneo FIFA in occasione dei Mondiali Under 20 in Turchia durante i quali viene designato per due partite della fase a gironi e successivamente una semifinale.
Ad agosto viene scelto per dirigere la Supercoppa UEFA tra Bayern Monaco e Chelsea.
In novembre viene designato dalla commissione arbitrale FIFA per dirigere il ritorno dello spareggio intercontinentale per l'accesso ai mondiali 2014 tra Uruguay e Giordania giocato a Montevideo.
Il 15 gennaio 2014 viene selezionato ufficialmente per i Mondiali in Brasile dove dirige la partita della fase a gironi tra Ghana e Stati Uniti e l'ottavo di finale tra Argentina e Svizzera.
Il 6 giugno 2015 entra nel referto, in qualità di quarto ufficiale, della finale di Champions League 2014-15 disputata allo Stadio Olimpico di Berlino tra gli italiani della Juventus e Barcellona.
Nel novembre seeguente viene designato dalla commissione arbitrale UEFA per dirigere l'andata del play off di qualificazione ad Euro 2016 tra l'Ucraina e la Slovenia.
Un mese dopo prende parte al Mondiale per club, dove dirige un quarto di finale e una semifinale e viene ufficialmente selezionato per gli europei del 2016 in Francia.
Il 10 maggio 2016 l'UEFA rende nota la sua designazione per la finale di Europa League da disputarsi il successivo 18 maggio 2016 presso il St. Jakob-Park di Basilea.
Agli europei di Francia 2016 dirige due partite Turchia-Croazia e Russia-Galles della fase a gironi, prima di essere designato per la semifinale Portogallo-Galles.
Tra maggio e giugno 2017 viene rientra nelle convocazioni per il Mondiale Under 2017 di Corea del Sud.
Nel giugno 2018 si ritira dall'attività.